# Суијо Алто (Латина)
Суијо Алто је насеље у Италији у округу Латина, региону Лацио.
Према процени из 2011. у насељу је живело 213 становника. Насеље се налази на надморској висини од 141 м.